# گری کوپر (بازیکن فوتبال)
گری کوپر (انگلیسی: Gary Cooper؛ زادهٔ ۲۰ نوامبر ۱۹۶۵) بازیکن فوتبال اهل بریتانیا است.
از باشگاه‌هایی که در آن بازی کرده‌است می‌توان به باشگاه فوتبال پیتربورو یونایتد، باشگاه فوتبال کویینز پارک رنجرز، باشگاه فوتبال ولینگ یونایتد، باشگاه فوتبال بیرمنگام سیتی، باشگاه فوتبال برنتفورد و باشگاه فوتبال مایدستون یونایتد اشاره کرد.